# Gaultier-Garguille
Pour les articles homonymes, voir Gaultier.
Hugues Guéru, surnommé « Fléchelles » (dans les pièces sérieuses), « Gaultier-Garguillo » à Rouen, « Gaultier-Garguille » ou « Gaultier-Garguif » à Paris, dans les farces, né vers 1582 à Sées et mort le 10 décembre 1633 à Paris, est un comédien, poète et chansonnier grivois français.

## Biographie
Guéru se spécialisa dans les rôles de vieillards, d’abord au théâtre du Marais en 1598, devenant en sus chansonnier grivois en chantant des couplets à la fin des spectacles, dont il publia un recueil, puis, entra à l’Hostel de Bourgogne en 1619, qu’il quitta quatre ans plus tard pour l’Hôtel d'Argent. Il fit un trio de paillasses avec Gros-Guillaume et Turlupin, qui le suivirent dans ses divers théâtres. Comédien d’élection de Richelieu et Louis XIII, il fut appelé : « La merveille des comédiens de France ».
Les frères Parfaict, dans leur Histoire du Théâtre-Français ; Gouriet, dans ses Personnages célèbres de rues de Paris ; Boucher d’Argis, dans ses Variétés historiques, le présentent comme une des gloires de la farce. « Il était maigre, avec de longues jambes fines et un gros visage, aussi ne jouait-il jamais sans son masque à grande barbe pointue ; il portait une calotte noire et plate, des escarpins noirs et des manches de frise rouge, un pourpoint et des chausses de frise noire ». Surtout réputé sous le nom de « Gaultier-Garguille » dans un répertoire de farces, il jouait quelquefois aussi les rois dans des pièces sérieuses sous le pseudonyme de « Fléchelles ».
Dans les farces qu’il représentait, il introduisait souvent des couplets grivois de sa composition : « [...] à lui les rôles de vieillards ou de cocus. Sa calotte noire, son masque chevelu avec la barbe pointue et l’habit noir soulignaient un corps maigre, aux longues jambes, dont les contemporains admiraient la souplesse de marionnette. » (Mazouer, Le Théâtre français de l’âge classique, 2006, p. 36)
Les foires à l’époque étaient, par la difficulté de communication, des lieux privilégiés d’échanges et de rencontres. Les ouvertures de foire correspondaient en général à quelque grande fête de l’Église et se faisaient avec des cérémonies spectaculaires. L’ouverture de la foire du Pré à Rouen est le « théâtre » choisi par notre auteur pour sa facétie qui contient des détails de mœurs, des descriptions de coutumes et de personnages connus. Il y fut longtemps farceur avec le sieur Thomassin.
Le 5 septembre 1620, il épouse Aléonor Salomon, belle-fille de l’acteur Tabarin. L’acte de mariage précise approximativement qu’Hugues Guéru est « aagé de trente-huict ans ou environ ».
Il a également écrit un recueil de chansons et quelques prologues imprimés en 1631.

## Lexicologie
Les noms de Gautier et de Garguille sont attestés dans le lexique populaire avec « prendre Gautier pour Garguille » pour signifier « se méprendre » et avec « n’épargner ni Gautier ni Garguille » pour « n’épargner personne ». Clément de Dijon écrit en 1775 dans ses Anecdotes dramatiques que « le langage populaire s’amusa à dédoubler le nom de ce personnage [Gautier Garguille] pour en opposer les deux parties. Or il semble plutôt que ce soit le contraire et qu’Huges Guéru a élaboré son nom de scène à partir d’une expression préexistante, car on lit déjà, en 1557, les vers suivants, sous la plume nom de Bonaventure Des Périers : « Riez seulement dit-il, et ne vous chaille, si ce fut Gaultier ou si ce fut Garguille ».

## Œuvres
- Les Chansons de Gaultier Garguille, Paris, François Targa, 1632, 8 ff., 123, in-12 (lire en ligne sur Gallica).
- Nouvelles chansons de Gaultier Garguille, Paris, Jean Promé, 1642.
- Les Chansons folastres et récréatives de Gaultier Garguille, Paris, A. Claudin, 1858.
- Le Tracas de la foire du Pré. Facétie normande attribuée à Gaultier-Garguille, éd. Prosper Blanchemain, Turin, J. Gay, 1869.